# Anna Strassberger
Anna Strassberger, auch Straßberger, (* um 1535; † nach 1559) war eine böhmische Schmiedstochter, an der 1559 eine Teufelsaustreibung durchgeführt wurde. Die Geschichte ist in vier frühzeitlichen Schriften, die ein Unbekannter aus Schlaggenwald unter Berufung auf Zeugenberichte zum Druck geben ließ, überliefert und wurde so überregional bekannt.  

## Leben
Anna Strassberger war die Tochter des Bergschmiedes Valten Straßberger († um 1581), der zu den ersten Siedlern der 1535 neu gegründeten Bergstadt Platten (heute Horní Blatná) gehörte. 1537 wurde er dort mit einer Hofstätte belehnt, worauf er ein Haus baute. Sie hatte noch mindestens zwei Brüder.  
Die Aufzeichnungen berichten über die ledige Schmiedstochter folgendes: „Sie habe christlich Keusch und züchtig gelebt, die Kirche fleißig besucht und die heiligen Sakramente oft gebraucht und die Evangelien auswendig gelernt, jedoch aus Verhängnis Gottes wurde sie vergangene Fastnacht von einer schweren Krankheit niedergeworfen“. Bei der Krankheit handelte sich möglicherweise um Epilepsie. Aus Unverständnis suchten die Eltern bei einer Wahrsagerin Rat.  
Nach Ostern verschlechterte sich der Zustand der jungen Frau und man habe die „leibliche Besitzung des Teufels verstanden“. Sie begann sich in der Stube in der Gestalt eines Kuckucks, eines Raben und einer Hummel zu sehen, und habe von Tag zu Tag wunderliche Dinge geredet und schrie wie es sonst nur Vögel zu pflegen tun. Hat man den Namen Jesus genannt, habe sie die Zunge wie eine „geflochtene Weide“ zum Mund herausgestreckt und den Rücken so jämmerlich verdreht, dass es nicht zu beschreiben wäre. Sie sagte, sie denke stets als ob sie auf einem Wasser läge und ertrinken würde, es kämen aber von allen Wegen fromme Leute, die ihr dagegen helfen wollen. Ein frommer Mann Elias Hirsch ist Tag und Nacht bei ihr gewesen, hat ihr vorgebetet und sie getröstet. Er dachte einst selbst, dass ein böser Geist zu ihm gesprochen habe.   
Der eifrige Pfarrer von Schlaggenwald Kilian Rebentrost fragte den bösen Geist: „Warum er nicht in dem Himmel geblieben, da ihn Gott zu einem so schönen Engel geschaffen hat?“, worauf er die Antwort erhielt: „Lieber Pfaff, ich werde oft ein Hase, o die reichen Hasen treffen mich gern. Ich weiss wohl das du in Pfingstfeiertagen für die schwarze tölpische Margaretta (so nannte sich die Besessene selbst in den Gesprächen) gebetet hast“. Nach mehreren Tagen trug der Pfarrer Rebentrost die junge Frau zur Kirche, in der die gesamte versammelte Gemeinde über sie betete und sang, als jedoch der Name Jesus viel, brüllte und tobte die Besessene fürchterlich, dass man meinte alles ginge zu Grunde.   
Am Sonntag Trinitatis ermahnte der Pfarrer die Gemeinde für die Besessene zu beten, als sich plötzlich vor der Kirchentüre ein „gewaltiges Getöße und Windbrausen“ erhob. Am 30. Mai erschien der Pfarrer mit zehn von anderen Orten kommenden Geistlichen, unter ihnen waren zwei Diakone von St. Joachimsthal, die von Herrn Johann Mathesius dorthin beordert wurden, mit dem Auftrag sollten sie nichts vermögen auszurichten, auch weiter nichts zu unternehmen. Wegen Hindernissen traf Pfarrer Rebentrost erst gegen Mittag mit noch weiteren vier oder fünf Priestern und im Beisein des Schlosshauptmanns zu Prag, obwohl selbst Katholik, dort ein. Mit ihm strömte das Volk betend und singend zur Besessenen, dass ihr schließlich der böse Geist ausgetrieben wurde und angeblich „wie ein Fliegenschwarm zum Fenster hinaus gefahren war“.
Über das tatsächliche Schicksal der jungen Frau ist nichts bekannt. Da sie im örtlichen Trauungsbuch nicht verzeichnet ist, muss angenommen werden, dass sie noch in jungen Jahren an ihrer Krankheit starb. Ein Unbekannter aus Schlaggenwald, möglicherweise der Pfarrer selbst, hatte mit Berufung auf viele Hunderte Zeugen die Geschichte bei Georg Baumann in Erfurt, bei Valentin Neuber in Nürnberg und bei Hans Gegler in Augsburg sowie in Wittenberg zum Druck geben lassen. Der Wahrheitsgehalt einzelner Details wird von späteren Chronisten bezweifelt. Weder Mathesius noch der örtliche Pfarrer berichten in ihren Aufzeichnungen darüber.

## Auszüge
„... sonderlich da eben in diesem Jahr / 1559. zu Platten / der Schneebergischen Colonie in Böhmischer Nachbarschafft / wo damals noch alles Evangelisch gewesen / dergl. Teuffels=Spiel sich geäusert / da der Satan eines Schmidts Tochter / mit Nahmen Anna leibhafftig besessen und sie grausam gequälet / biß er wieder ausgetrieben worden. Welches ein unbekannter von Schlackenwalda mit Beruffung auff viel hundert zeugen / die es gesehen / beschrieben und damahls zu Erfurt durch Georgium Baumann bey St. Paul hat drucken lassen. Der Titul von dieser Antiquität und beschriebenen Teufflischen Spectacul lautet also: Eine grausame / erschreckliche und wunderbahrliche Geschicht oder neue Zeitung / welche wahrhafftig geschehen ist in diesem 1559. Jhar / zur Platten / zwo meyl weges von Joachimsthal / allda hat ein Schmidt eine Tochter / die ist vom bösen Feindt dem Teuffel eingenommen und bessesen worden / der hat so wunderbahrlich und seltsam Ding aus ihr geredet / mit den Priestern / die täglich bey ihr gewest sind. Und wie er letzlich von ihr ausgetrieben worden ist / durch den Priester und vieler frommer Christen / des gemeinen Volcks Gebeth und Seufftzen / welches sie teglich für sie zu Gott gethan haben. Den frommen Gottesfürchtigen Christen etwas tröstlich / Aber den Gottlosen und unbußfertigen etwas erschrecklicher sie zur Buße zu vermanen / wie denn solches der böse Geist selbs / wieder seinen Willen / hat reden und anzeigen mussen...“